# FM인터웨이브

FM인터웨이브는 일본의 FM라디오 방송국으로 간토광역권의 외국어 방송구역인 도쿄 23구·사이타마 시·지바 시·요코하마 시·가와사키 시·나리타 국제공항에서 방송을 실시하고 있다.
1996년 4월 1일 개국했으며 애칭은 InterFM, 콜사인은 JODW-FM이다.

## 개요
- 1996년 개국부터 2015년 10월 31일까지는 주파수 76.1MHz로 방송했었다.
- 외국어 방송국이라는 본래의 목적에 맞게 원래 프로그램의 대부분이 영어로 방송되었지만 경영난으로 인해 지금은 일본어 프로그램이 늘어나고 있다.
- 광역방송국임에도 음질이 다른 FM방송국보다 좋지 않으며 청취율도 도쿄에 있는 라디오 방송국중에서 최하위라고 한다.
- 2006년 원래 주주였던 신문사 재팬 타임즈와 플라스틱 제품 생산업체 니프코가 TV 도쿄와 관련된 회사인 TV 도쿄 브로드밴드에주식을 매각한 이후 TV 도쿄 사옥과 가까운 미나토구 도라노몬으로 방송국 기능을 이전하였다.
  - 그리고 2009년 2월 TV 도쿄 브로드밴드가 니프코가 가진 FM인터웨이브의 주식을 모두 인수한 뒤 같은 해 3월 모든 주식을 TV 도쿄에 양도하면서 TV 도쿄의 계열사가 되었으며 같은 해 6월 TV 도쿄는 다이와증권 그룹 , FM도쿄등 나머지 주주가 보유한 주식을 모두 취득하면서 완전히 TV 도쿄의 계열사가 되었다.
  - 하지만 모회사인 TV도쿄가 TV사업 경영의 집중을 위하여 2012년 6월 20일부로 InterFM의 주식 90%를 키노시타 홀딩스에 양도하게 되었으며 이에 따라 InterFM은 키노시타 홀딩스의 자회사가 되었다. 이후 2013년 10월 25일부로 키노시타 홀딩스는 InterFM의 주식 전량을 취득하면서 완전 자회사로 변신하였다.
- 일본 내의 커뮤니티FM 개설에 대한 차질 우려와 외국 라디오 수신기로 76.1MHz를 수신할 수 없다는 문제로 주파수 변경을 고려했으며 2014년 2월 20일부터 3월 31일까지 주파수 89.7MHz에서 기술시험방송을 개시했다. 그 후 총무성에서 2015년 6월 24일부로 89.7MHz로 주파수 변경을 승인 받았으며 6월 30일 오후 6시부터 89.7MHz에서 방송을 개시하였다. 이에 따라 기존 주파수인 76.1MHz는 2015년 10월 31일 오전 12시까지 방송을 송출한 후 폐지되었다.
- 2010년 9월 30일 폐국한 아이치 국제 방송을 대신할 새로운 방송국 InterFM NAGOYA를 설립해 2014년 4월 1일 개국했으며, 2016년 12월 1일 기노시타 그룹 홀딩스 산하에 있는 회사 Radio NEO에 InterFM NAGOYA의 방송면허를 인계했으나 경영난을 이유로 2020년 6월 30일 정오를 기해 폐국되었다.
- 2020년 9월 1일 FM도쿄 관련 네트워크 JFN의 프로그램 공급 자회사인 재팬FM네트워크(JFNC)가 키노시타 홀딩스 보유주식을 모두 취득했으며 이를 계기로 JFNC의 완전 자회사로 편입되었다.
- JFNC의 완전 자회사로 편입된 이후에도 MegaNet계열 방송국으로 이어지고 있으며, FM도쿄가 가맹중인 JFN에도 특별가맹국 자격으로 참가중이다.

## 주파수
- 도쿄(도쿄 타워) 방송국:89.7MHz(10kw)(국제용가능)
- 요코하마 중계국:76.5MHz(300w)

## 도쿄도에 있는 다른 방송국

### 텔레비전 방송국
- NHK 방송 센터(라디오 겸영)
- 도쿄 방송(TBS)(JNN 중심방송국, 라디오는 현재  TBS 라디오 & 커뮤니케이션즈로 분사화)
- TV 아사히(EX)(ANN 중심방송국)
- 후지 TV(CX)(FNN·FNS 중심방송국)
- 닛폰 TV 방송망(NTV)(NNN·NNS 중심방송국)
- TV 도쿄(TX)(TXN 중심방송국)
- 방송대학학원(독립 텔레비전 방송국,민간 비영리 방송국)
- TOKYO MX(독립 텔레비전 방송국)

### 라디오 방송국
- 분카 방송(QR, NRN 계열)
- 닛폰 방송(LF, NRN 계열)
- TBS 라디오 & 커뮤니케이션즈(TBS, JRN 계열)
- FM도쿄(JFN 계열, 도쿄도만 방송구역)
- J-WAVE(JAPAN FM LEAGUE 계열, 도쿄도만 방송구역)

## 같이 보기
- MegaNet
- JFN
- 러브 FM (일본)